# Интрод
Интрод (итал. Introd) је насеље у Италији у округу Долина Аосте, региону Долина Аосте.
Према процени из 2011. у насељу је живело 550 становника. Насеље се налази на надморској висини од 855 м.

## Становништво
| 1951. | 1961. | 1971. | 1981. | 1991. | 2001. | 2011. |
| ----- | ----- | ----- | ----- | ----- | ----- | ----- |
| 615   | 537   | 504   | 476   | 515   | 550   | 632   |